# CNPY1
CNPY1 (англ. Canopy FGF signaling regulator 1) – білок, який кодується однойменним геном, розташованим у людей на 7-й хромосомі. Довжина поліпептидного ланцюга білка становить 92 амінокислот, а молекулярна маса — 10 960.
| 10         |  | 20         |  | 30         |  | 40         |  | 50         |
| ---------- |  | ---------- |  | ---------- |  | ---------- |  | ---------- |
| MNDYKLEEDP |  | VTKERTFKRF |  | APRKGDKIYQ |  | EFKKLYFYSD |  | AYRPLKFACE |
| TIIEEYEDEI |  | SSLIAQETHY |  | LADKLCSEKS |  | DLCETSANHT |  | EL         |

A: Аланін

C: Цистеїн

D: Аспарагінова кислота

E: Глутамінова кислота

F: Фенілаланін

G: Гліцин

H: Гістидин

I: Ізолейцин

K: Лізин

L: Лейцин

M: Метіонін

N: Аспарагін

P: Пролін

Q: Глутамін

R: Аргінін

S: Серин

T: Треонін

V: Валін